# Sugarland
Cet article concerne le groupe de musique. Pour la ville du Texas, voir Sugar Land. Pour le documentaire, voir Sugarland (film).
Sugarland est un groupe américain de musique country composé de Jennifer Nettles et Kristian Bush.
Le duo, formé en 2003 par Bush et Kristen Hall devient un trio avec l'arrivée de Jennifer Nettles, qui devient la chanteuse principale.
Ils signèrent en 2004 chez Mercury Nashville Records leur premier single "Baby Girl", issu de leur album "Twice the Speed of Life". Le trio redevint un duo en 2006, quand ils réalisèrent leur deuxième album "Enjoy the Ride". Ce dernier marqua le début de leur succès avec deux singles numéro 1 ; "Want To" et "Settlin'". En 2008, ils réitèrent l'exploit dans avec leur album Love on the Inside et les singles "All I Want to Do" et "Already Gone".

## Carrière

### 2004-2005, Twice the Speed of Life
Jennifer Nettles vivait dans une petite ville à Douglas en Géorgie. Nettles, Bush, et Hall étaient souvent présents dans les scènes folk rock à Atlanta durant les années 90 et 2000 avant qu'il forme Sugarland. Leur premier  album, Twice the Speed of Life est le 26 octobre 2004. Le premier single de l'album est Baby Girl est classé #2 au classement Billboard Hot Country Songs. Les autres singles de l'album sont :   Something More, Just Might (Make Me Believe), et Down in Mississippi (Up to No Good), qui ont atteint les positions #2, #7, et #17, respectivement. L'album est certifié multi-disque de platine pour la vente de trois millions d'albums. À la fin de 2005, le groupe a  joué avec Bon Jovi dans l'émission Crossroads. Nettle chante avec Bon Jovi le single Who Says You Can't Go Home. La chanson devient alors un succès et se classe au top sur le classement des chansons country. Le groupe ont une tournée aux États-Unis et au Canada et avec Brad Paisley en 2005 et en 2006-2007 avec Kenny Chesney.

### 2006-2007, Enjoy the Ride
En décembre 2005, Kristen Hall quitte le groupe. Sugarland a été nommé pour un Grammy Award du meilleur nouvel artiste en 2006 et ont interprété la chanson Something More lors de 48e cérémonie des Garammy Awards. Ils ont aussi joué lors de la cérimoné des CMT Music Awards de l'année 2006, et ont reçu plusieurs nominations pour Group/Duo Video of the Year pour Just Might (Make Me Believe), Breakthrough Video of the Year pour Something More, et Collaborative Video of the Year pour Who Says You Can't Go Home(en) « Sugarland: Awards », CMT (consulté le 3 septembre 2008). Le 7 novembre 2006, le duo sortent leur deuxième album Enjoy the Ride. 211 000 albums sont vendus durant la première semaine et entre en quatrième position au US Top 200 et la deuxième position au Top Countrey Albums. L'album est certifié lui aussi multi-disque de platine pour plus de trois millions d'albums vendus.   Want To et Settlin sont les deux premiers singles de l'album, et ont atteint le top des classements de la musique country, et Everyday America et Stay ont atteient le top 10. Une version limitée est sortie exclusivement sur Wal-Mart est sortie à la fin de 2007.
Le groupe a interprété une reprise de la chanson Irreplaceable de Beyoncé Knowles lors de la cérémonie des American Music Award. Beyoncé les a rejoints sur scène pour la deuxième verse. Leur interprétation a reçu des critiques négatives de The Village Voice
Ils sont apparus sur The Tonight Show et vers la fin de l'année, ils font leur première tournée : Change for Change Tour . Le groupe gagne le prix de Vocal Duo of the Year.Country Music Association lors de 41e cérémonie des CMA Awards(en)« Past Award Winners » (consulté le 10 septembre 2010).

### 2011-2012
Aux Grammy Nominations Concert 2011, Sugarland a interprété You and I en duo avec la compositrice de cette chanson : Lady Gaga.